# Glacier Express

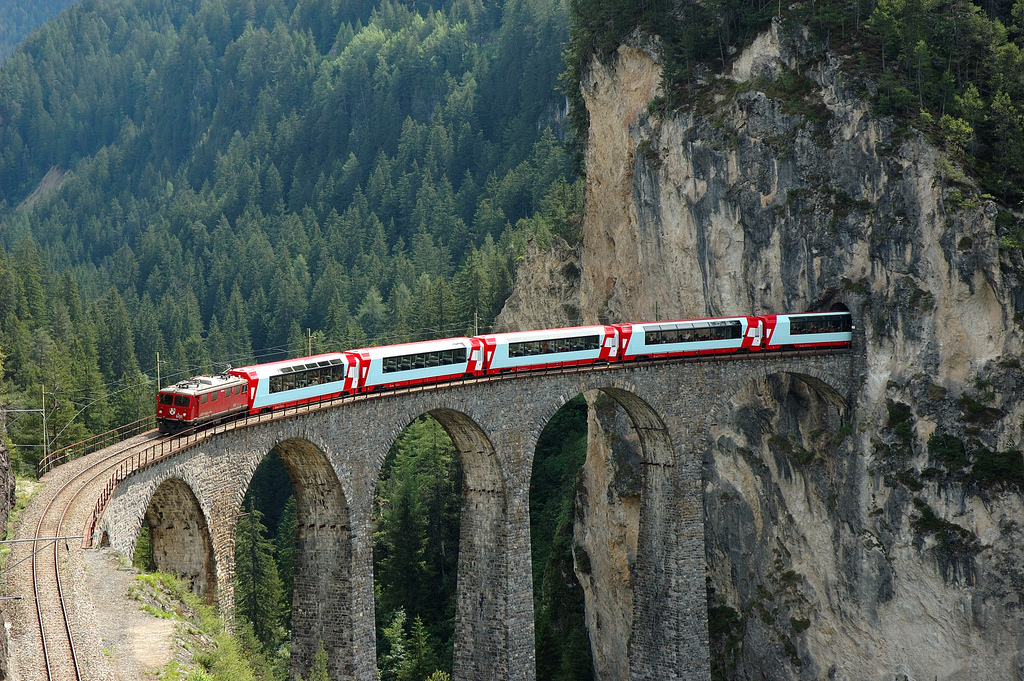
De Glacier Express op het Landwasserviaduct

De Glacier-Express is een sneltrein in Zwitserland die sinds 1930 de plaatsen St. Moritz, Chur, Disentis, Andermatt, Brig en Zermatt verbindt.
De smalspoortrein rijdt via de sporen van de Rhätische Bahn en de Matterhorn Gotthard Bahn (een fusie uit 2003 van de Furka-Oberalp-Bahn en de Brig-Visp-Zermatt-Bahn) en wordt ook wel de langzaamste sneltrein ter wereld genoemd.
De naam van de trein komt van de Rhônegletsjer, waar de trein tot 1981 langsreed. Sinds 1982 is het tracé waaraan deze gletsjer ligt, de Furkapas, gesloten en rijdt de trein door de Furka-Basistunnel. Een verbinding in de winter is hierdoor ook mogelijk. Het beroemde dorpje Gletsch, aan de Furkapas, kan alleen nog met treinen van de toeristische spoorweg Dampfbahn Furka-Bergstrecke worden aangedaan. De Glacier Express heeft een zuiver toeristische functie en geldt als een van de paradepaardjes van Zwitserland.

De route van de Glacier Express
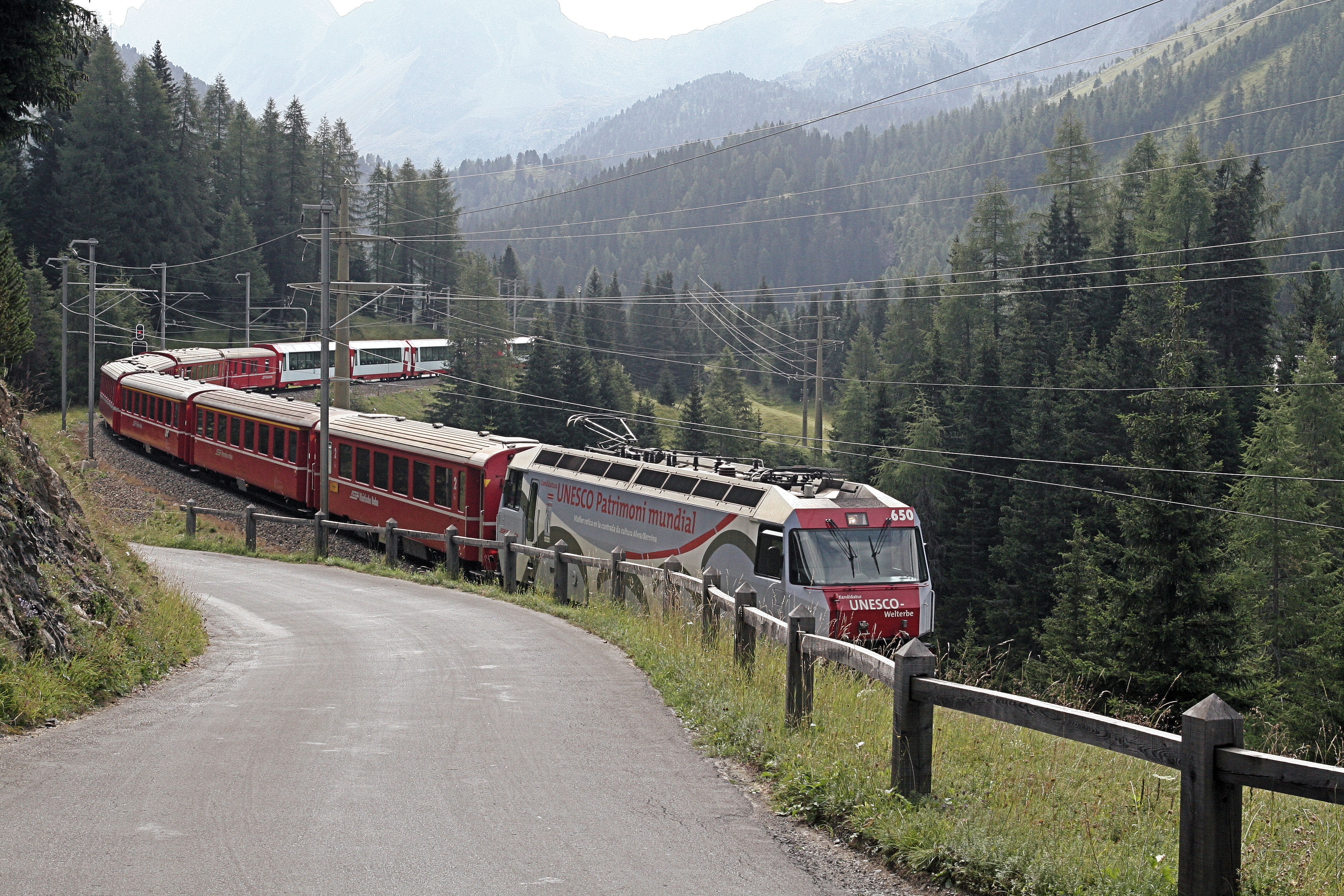
Glacier-express nabij Preda op de Albulabaan
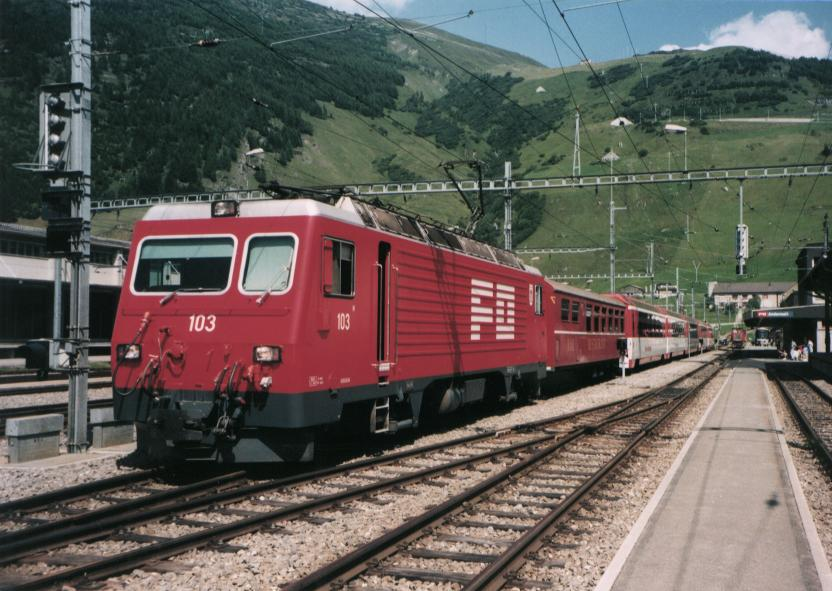
De Glacier-Express-trein op station Andermatt
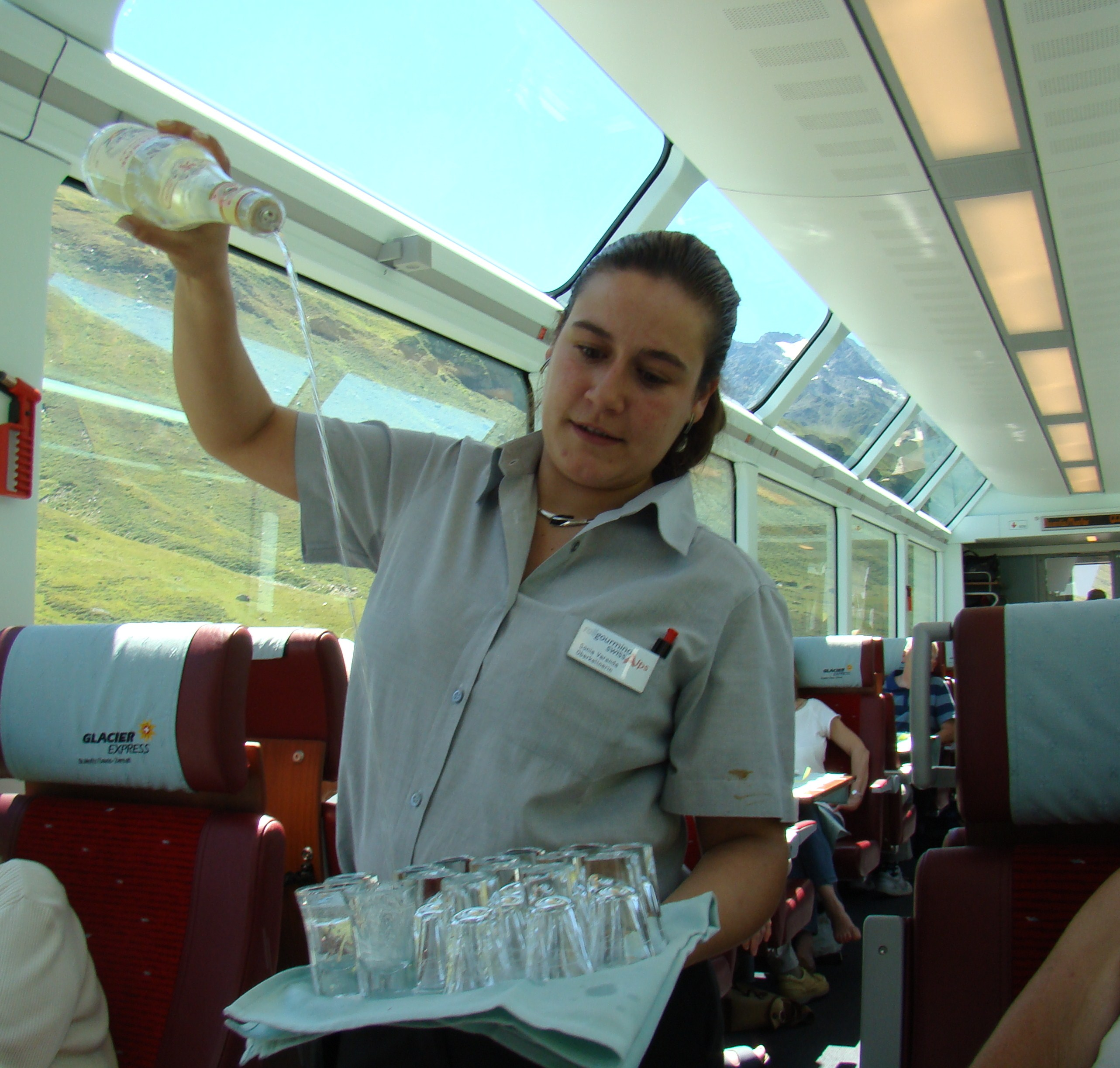
Catering in de trein

## Ongeluk 2010
Op 23 juli 2010 ontspoorde de Glacier Express vlak voor Fiesch. De trein was onderweg van Brig MGB naar Oberwald, en reed door Goms. De drie achterste wagons liepen uit de rails en twee hiervan kantelden. Bij het ongeluk viel één dode, en raakten 42 passagiers gewond - onder wie veel Japanse toeristen.